# Perissocentrus chilensis
Perissocentrus chilensis är en stekelart som beskrevs av Crawford 1910. Perissocentrus chilensis ingår i släktet Perissocentrus och familjen gallglanssteklar. Inga underarter finns listade i Catalogue of Life.